# 콩팥정맥
콩팥정맥(renal veins) 또는 신정맥(腎靜脈)은 직경이 큰 정맥으로 콩팥에 의해 여과된 혈액을 받아들여 아래대정맥으로 보낸다. 각 콩팥마다 하나의 콩팥정맥이 있다. 아래대정맥은 몸의 정중선보다 오른쪽에 있으므로 오른쪽 콩팥정맥보다 왼쪽 콩팥정맥의 길이가 더 길고, 왼쪽 콩팥정맥은 대동맥을 가로지른다.

## 구조
콩팥정맥은 함께 주행하는 콩팥동맥보다 앞쪽에 위치한다. 두껍고 짧게 존재하는 콩팥정맥은 아래대정맥으로 거의 직각을 이루며 합류한다.
아래대정맥이 정중선에서 오른쪽에 위치하기 때문에 왼쪽 콩팥정맥(약 7.5cm)은 오른쪽(약 2.5cm)보다 3배가량 길다.

### 지류
아래대정맥의 지류는 좌우대칭이 아니므로, 종종 왼쪽 콩팥정맥이 왼쪽 아래가로막정맥, 부신정맥, 생식샘정맥(남성은 고환정맥, 여성은 난소정맥), 둘째 허리정맥을 받기도 한다. 반면 오른쪽에서는 이 정맥들이 직접 아래대정맥으로 들어간다.

### 위치 관계
두 콩팥정맥의 해부학적 위치 관계도 좌우대칭이 아니다.
왼쪽 콩팥정맥은 지라정맥과 이자 몸통의 뒤쪽에 놓여 있으며, 배대동맥(왼쪽 콩팥정맥 뒤쪽)과 위창자간막동맥(왼쪽 콩팥정맥 앞쪽)이 이루는 각을 통과한다. 이 두 동맥이 이루는 각이 너무 작아지면 왼쪽 콩팥정맥이 두 동맥에 의해 눌리면서 정맥의 혈액 흐름이 원활하지 못하게 되어 호두까기 증후군을 일으킨다. 간혹 왼쪽 콩팥정맥이 대동맥의 뒤쪽으로 지나가기도 한다.
오른쪽 콩팥정맥은 샘창자 내림부분의 뒤쪽에 위치한다.
한편 콩팥의 림프관은 콩팥정맥을 따라 주행하여 허리림프절로 유입된다.

### 변이
각 콩팥에는 하나씩 콩팥정맥이 존재하는 것이 일반적이지만 여러 개가 있는 경우도 흔하다. 콩팥혈관의 기형은 딴곳콩팥이 있는 경우 더욱 흔하며, 말굽콩팥이 있다면 거의 항상 존재한다.
왼쪽 콩팥정맥이 배대동맥의 앞으로 지나가지 않고 뒤에 위치하는 경우도 있다.

## 임상적 중요성
콩팥정맥과 관련된 질환에는 콩팥정맥에 생기는 정맥혈전증인 콩팥정맥 혈전증과, 콩팥정맥이 동맥 사이에 눌리면서 발생하는 호두까기 증후군이 있다.

## 추가 이미지

3D 렌더링 CT. 콩팥 하나마다 하나의 콩팥정맥(빨간색)이 존재하는 것을 알 수 있다.
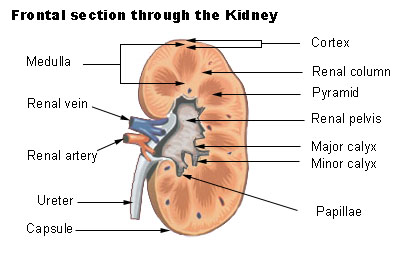
콩팥의 단면
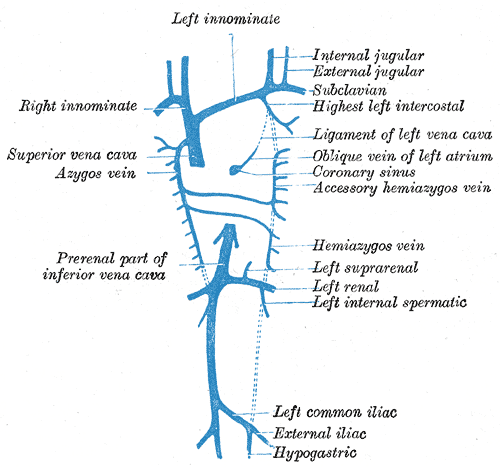
정맥의 발달
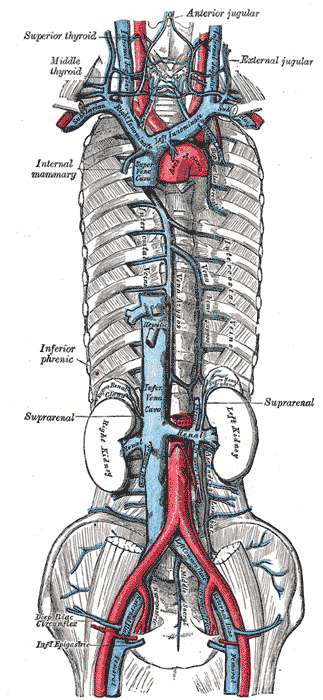
대정맥과 홀정맥, 그리고 그 지류The venæ cavæ and azygos veins, with their tributaries.
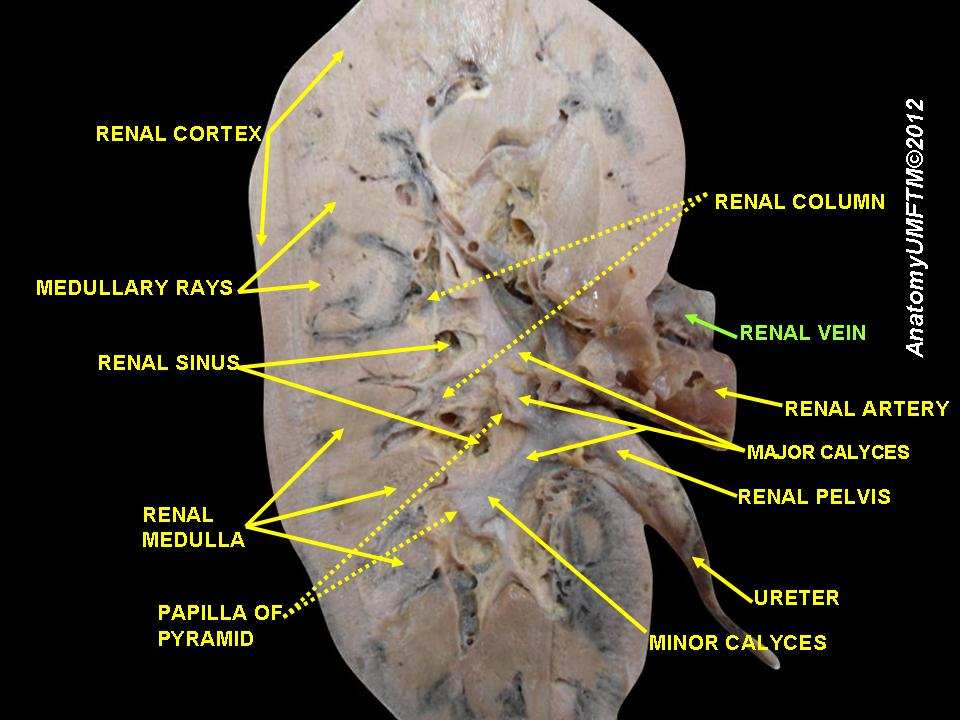
콩팥정맥
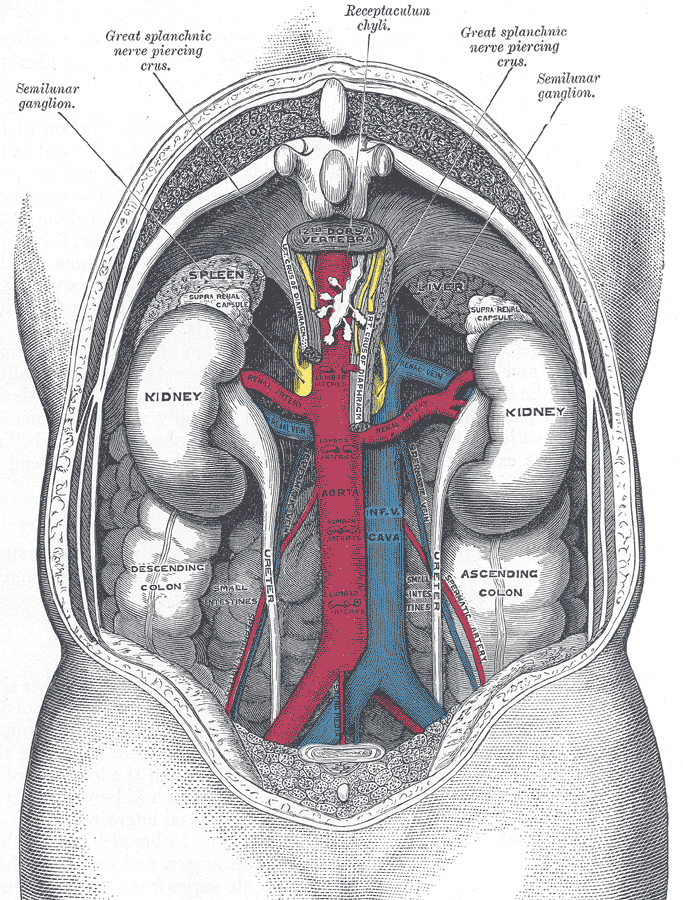
척추를 제거하고 뒤에서 본 사람의 콩팥
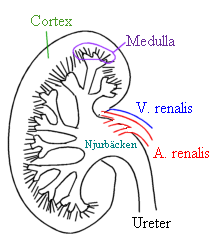
콩팥
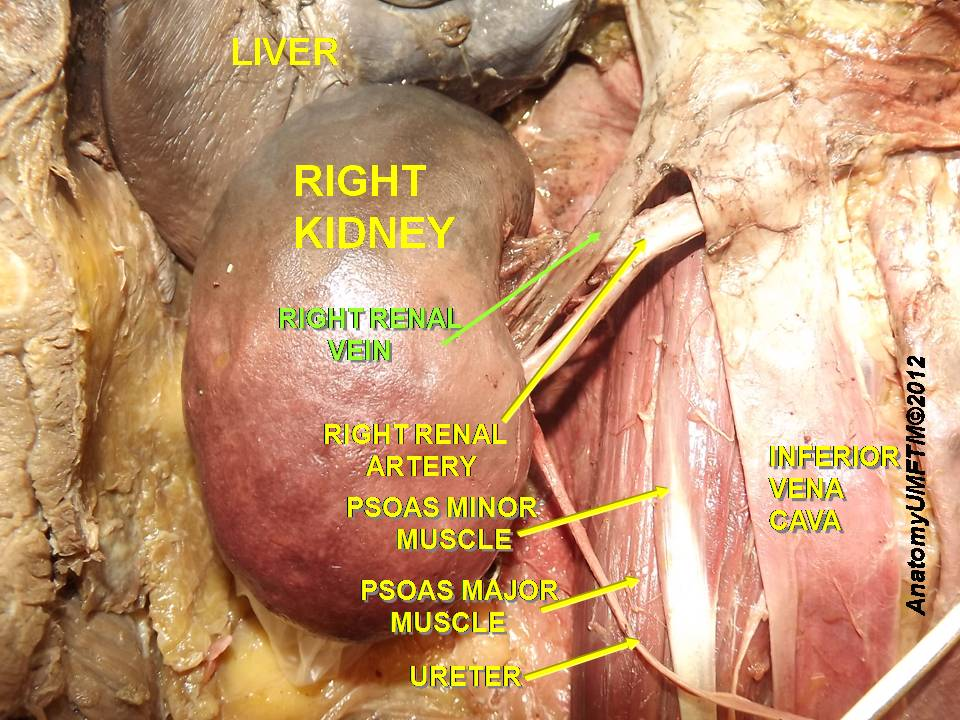
콩팥정맥
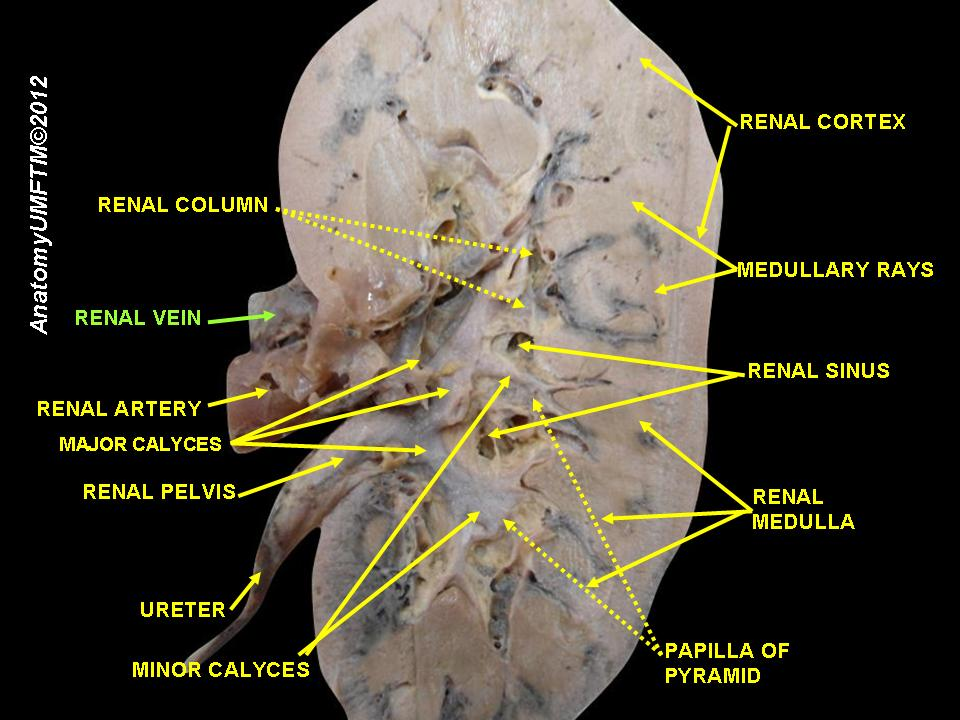
콩팥정맥
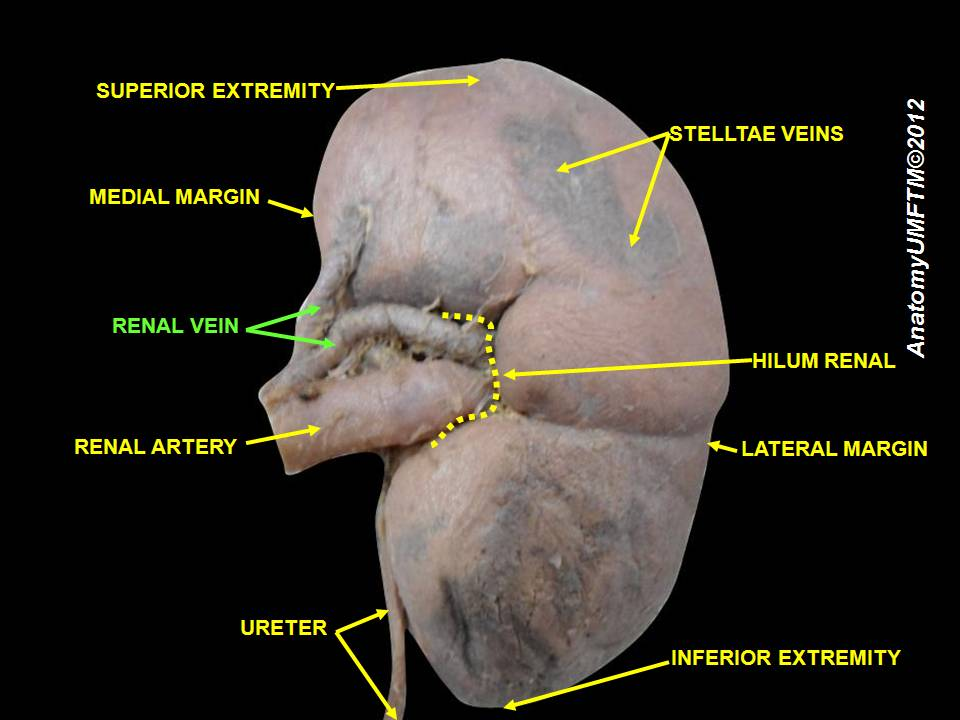
콩팥정맥

## 같이 보기
- 콩팥동맥